# Joan Ballester Moragues
Joan Ballester Moragues (Muro, 1936-2009), pescador subaquàtic, fou subcampió d'Espanya el 1958 i participà en diverses ocasions en l'equip de la Selecció Espanyola de Pesca Submarina, també fou president de la Federació Balear d'Activitats Subaquàtiques des de 1968 a 1980, i seleccionador espanyol d'aquest esport; va presidir el comitè organitzador del Mundial de Muro de pesca submarina el 1985 i l'any 1997 va rebre el Premi Cornelius Atticus a l'esport del Govern de les Illes Balears.